# Payson, Illinois
Payson là một làng thuộc quận Adams, tiểu bang Illinois, Hoa Kỳ. Năm 2010, dân số của làng này là 1026 người.

## Dân số
Dân số qua các năm:
- Năm 2000: 1066 người.
- Năm 2010: 1026 người.